# Эпье (Эна)
Эпье́ (фр. Épieds) — коммуна во Франции, находится в регионе Пикардия. Департамент коммуны — Эна. Входит в состав кантона Шато-Тьерри. Округ коммуны — Шато-Тьерри.
Код INSEE коммуны — 02280.

## Население
Население коммуны на 2010 год составляло 389 человек.
| 1962 | 1968 | 1975 | 1982 | 1990 | 1999 | 2010 |
| ---- | ---- | ---- | ---- | ---- | ---- | ---- |
| 206  | 192  | 175  | 232  | 332  | 332  | 389  |

## Экономика
В 2010 году среди 265 человек трудоспособного возраста (15—64 лет) 192 были экономически активными, 73 — неактивными (показатель активности — 72,5 %, в 1999 году было 72,1 %). Из 192 активных жителей работали 176 человек (91 мужчина и 85 женщин), безработных было 16 (6 мужчин и 10 женщин). Среди 73 неактивных 24 человека были учениками или студентами, 26 — пенсионерами, 23 были неактивными по другим причинам.